# Boogie-Woogie Lonesome High-Heel
「Boogie-Woogie Lonesome High-Heel」（ブギウギ・ロンサム・ハイヒール）は、今井美樹の5枚目のシングル。1989年5月17日発売。発売元はフォーライフ・レコード（現・フォーライフミュージックエンタテイメント）。

## 解説
アナログ盤は本作品で最後の発売の為、希少盤で中古市場などで高額で取引されている。

## 収録曲
作詞　戸沢暢美
1. Boogie-Woogie Lonesome High-Heel　 
  - 作曲　上田知華／編曲　佐藤準
  - 資生堂「リンプー」CMソング（CMに今井が出演）
  - 4thアルバム『MOCHA』（1989年6月21日）収録
  - 1stベスト・アルバム『Ivory』（1989年12月6日）収録
  - 3rdベスト・アルバム『IMAI MIKI from 1986』（1998年7月1日）収録
  - 7thベスト・アルバム『Premium Ivory -The Best Songs Of All Time-』（2015年10月7日）収録
2. 空に近い週末　
  - 作曲　柿原朱美／編曲　武部聡志
  - 朝日生命保険CMソング（CMで今井本人が歌唱）
  - 1stベスト・アルバム『Ivory』（1989年12月6日）収録
  - 4thベスト・アルバム『Blooming Ivory』（1998年7月1日）収録